# Dernier Round (film)
Pour les articles homonymes, voir Dernier Round (homonymie).
Pour plus de détails, voir Fiche technique et Distribution.
Dernier Round est un film dramatique marocain, réalisé par Mohamed Fekrane et écrit par Gustavo Cortés Bueno, sorti en salle en 2022. Le film est nommé en 2021 au Festival international du film de Jeonju en Corée du Sud . La même année, il remporte le prix de la meilleure photographie au Retro Avant Garde Film Festival (RAGFF) au Caire en Égypte.

## Synopsis
Le film raconte l'histoire de Rachid, jeune homme défavorisé qui survit dans la rue au Maroc en boxant dans des combats clandestins accompagné de ses acolytes Salek et Illy. Avec l'argent des combats gagnés, ils espèrent pouvoir payer un passeur clandestin qui leur fera traverser le Détroit de Gibraltar via l'Espagne vers une vie meilleure. Mais la dureté de la rue, la cruauté des adultes va compliquer leur entreprise.

## Fiche technique
- Titre original : Dernier Round
- Réalisation : Mohamed Fekrane
- Scénario : Gustavo Cortés Bueno
- Photographie : César Hernando
- Son : Hicham Amedras, Mohamed Berrada , Salaheddine Hajri, Timoumes Mohamed, Reda Raissi, Mohamed Timoumes
- Montage : Claudia Cortés Espejo, Ilias Lakhmasse
- Sociétés de production : Toned Media (Espagne), Le Midi Productions (Belgique), Ozz Films (Maroc)
- Pays d’origine :    Maroc

- Genre : drame
- Durée : 80 minutes
- Dates de sortie en salle : 28 décembre 2022 (Maroc)

## Distribution
Pour ce film, le réalisateur a confié les premiers rôles à 3 jeunes adolescents amateurs, originaires du Maroc, pays du tournage.
- Youssef  Ettouile : Rachid
- Ahmed El Mir : Salek
- Yassine El Garda : Illy
- Rabie Kati : Hicham
- Moussa Maaskri : Le Passeur
- Farid Elouardi : Hamza Elouejdi
- Habib Kadi : Simo Tanjaoui
- Mustapha Abourachid : L'inspecteur de police
- Salah Eddine Elmir : Salah
- Yassine Azzouz : Akheera
- Rachel Khan : Fatiha
- Mehdi Damir : Le Bookmaker
- Hajar Abourachid : La Prostituée
- Jawad Elbe : Johr
- Kouider Abdelmoumeni : L'Arbitre
- Falou Niang : Falou
- Jilali Bouftaim
- Asmaa Benzakour ; Passagère du bus
- Fadoua Adib
- Markus Andrew Bennet

## Production
Le film a été tourné au Maroc à Casablanca, Tanger et Assilah.